# Milan Švenger
Milan Švenger (* 6. července 1986 Jablonec nad Nisou) je bývalý český profesionální fotbalový brankář. Svou hráčskou kariéru ukončil v létě 2023 v klubu FK Viktoria Žižkov.
Mimo Česko působil na klubové úrovni na Slovensku v FK Senica.
Jeho otec Milan Švenger chytal ve druhé polovině 80. let 1. ligu za Bohemians Praha.

## Klubová kariéra

### AC Sparta Praha
Svoji fotbalovou kariéru začal šesti letech v klubu FK Jablonec 97. Zde působil až do roku 2004, než si ho vyhlédla pražská Sparta. Od jarní část sezóny 2005/06 působil na hostováních v jiných klubech. Jaro 2006 odehrál v tehdy třetiligovém Zenitu Čáslav, které pomohl k postupu do druhé nejvyšší soutěže a ve svých 19 letech si dokonce vysloužil pozvánku do národního výběru do 21 let. 
V Čáslavi odchytal i většinu zápasů následující sezóny. Na podzim 2007 poté hostoval na další druholigové štaci, tentokrát v týmu tehdejšího nováčka soutěže mužstva SK Sparta Krč. Svými výkony upoutal pozornost činovníků prvoligového Siadu Most a na jaře 2008 tak poprvé okusil i nejvyšší soutěž.
V létě 2008 nastoupil do přípravy se Spartou Praha, kde se neprosadil přes trio Jaromír Blažek, Matúš Kozáčik, Tomáš Grigar a odešel opět do klubu FC Zenit Čáslav na půlroční hostování. I díky jeho výkonům se Čáslav překvapivě držela v popředí druholigové tabulky a po zimní přípravě se konečně prosadil do kádru Sparty, kde střídavě vykonával pozici druhého brankáře v A-týmu nebo nastupoval za sparťanskou rezervu.
V roce 2011 se Švenger konečně dostal do branky sparťanského A-týmu a vystřídal v ní dlouholetou ikonu Jaromíra Blažka. Švenger se stal oblíbencem sparťanských fanoušků. V zimě 2012 podepsal dlouhodobou smlouvu až do roku 2015. Po změně realizačního týmu Švenger po čtyřech jarních kolech usedl na lavičku, přednost dostal konkurent Tomáš Vaclík.
V sezoně 2012/13 hostoval na Slovensku v klubu FK Senica, kde pravidelně nastupoval. V září 2013 odešel na další hostování, tentokrát do Graffinu Vlašim.
Po sedmi odchytaných zápasech za Vlašim se vrátil zpátky do Sparty. Pro jarní část sezony 2013/14 se stal brankářskou trojkou za Tomášem Vaclíkem a Markem Čechem.
V létě 2014 podepsal další kontrakt v týmu AC Sparta Praha a to na dva roky a zároveň zamířil na roční hostování s opcí do týmu Bohemians Praha 1905. Odchytal zde 17 ligových utkání.
V červenci 2015 Milan měl několik nabídek z české ligy i ze zahraničí. Švenger se rozhodl a odešel hostovat do klubu 1. FK Příbram. Zde ovšem během roku a půl neodchytal ani jeden ligový zápas.

### Zlín
V lednu 2017 byl na testech v moravském klubu FC Fastav Zlín, které dopadly úspěšně. Hráč podepsal smlouvu na jeden rok. Se zlínským týmem slavil v sezóně 2016/17 triumf v českém poháru. Na jaře 2017 odchytal šest ligových utkání. V podzimní části sezóny 2017/18 si nepřipsal ani jeden start v nejvyšší lize, plnil roli třetího brankáře.

### 1. FK Příbram
Po skončení roční smlouvy ve Zlíně se v lednu 2018 rozhodl vrátit do 1. FK Příbram hrajícího druhou ligu. Byl náhradou za příbramskou jedničku Marka Boháče, který si vážně poranil koleno. Švenger se opět vrátil mezi tři tyče a dlouho držel Příbram na pohárových příčkách, zhruba po polovině soutěže po nešťastné prohře 0:5 v Opavě ho nahradil Ondřej Kočí a Švenger usedl na lavičku.

### Viktoria Žižkov
V létě 2019 se přesunul do druholigové Viktorie Žižkov. Švenger v klubu skončil po čtyřech letech, kdy v sezóně 2022/23 dovedl pražský tým k postupu zpátky do druhé ligy.

## Reprezentační kariéra
Od svých 15 let postupně povoláván do mládežnických reprezentačních výběrů U16, U17, U18, U19, U21.